# Lauro Toneatto
Lauro Toneatto (* 21. Januar 1933 in Talmassons; † 13. Mai 2010 in Siena) war ein italienischer Fußballspieler und -trainer. Als Aktiver kaum in Erscheinung getreten, coachte Toneatto später unter anderem den AS Bari, die US Foggia oder Cagliari Calcio.

## Spielerkarriere
Lauro Toneatto wurde am 21. Januar 1933 in Talmassons, einer Kleinstadt in der norditalienischen Region Friaul-Julisch Venetien, geboren. Mit dem Fußballspielen begann er jedoch anderswo, und zwar beim toskanischen Klub FC Empoli, damals noch weit entfernt von späterer Erst- und Zweitklassigkeit. Für den FC Empoli kickte der junge Verteidiger zunächst in der Jugend und später zwei Jahre lang von 1953 bis 1955 in der ersten Mannschaft. In dieser Zeit kam Lauro Toneatto auf sechzig Einsätze im Ligabetrieb für seinen Arbeitgeber.
Im Sommer 1955 nahm ihn der AC Siena unter Vertrag, wo er den kompletten Rest seiner Spielerkarriere verbrachte. Mit Siena spielte Toneatto in der drittklassigen Serie C, nachdem im ersten Jahr Toneattos bei dem Verein der Aufstieg in ebendiese Liga gelungen war. Von 1955 bis 1963 war Lauro Toneatto acht Jahre lang Akteur des AC Siena und machte dabei insgesamt 202 Ligaspiele. In diesen Spielen schoss Toneatto drei Treffer. 1963 beendete er seine fußballerische Laufbahn mit dreißig Jahren im Trikot des AC Siena.

## Trainerkarriere
Ein Jahr nachdem er im Trikot des AC Siena seine Laufbahn als aktiver Fußballspieler beendet hatte, begann Lauro Toneatto bei ebendiesem Klub seine Trainerkarriere. Von 1964 bis 1966 zeigte er sich zunächst für die Geschicke des AC Siena verantwortlich und erreichte mit seiner Mannschaft in beiden Jahren durchaus ansprechende Platzierungen in der Serie C. 1966 übernahm Toneatto das Traineramt beim mittlerweile in die Drittklassigkeit abgerutschten Traditionsverein AS Bari, wo er in der Folge drei Jahre wirkte. Gleich in seiner ersten Saison führte der junge Trainer sein Team als souveräner Erster der Girone C der Serie C mit sieben Punkten vor der US Avellino zurück in die Serie B. Dort angekommen, wusste man sogleich zu überzeugen und belegte auf Anhieb Platz vier in der zweiten italienischen Fußballliga. Nur ein Punkt fehlte Bari zum drittplatzierten AC Pisa und damit zum letzten Aufstiegsplatz. Nachdem 1967/68 der Erstligaaufstieg also nur knapp verpasst wurde, gelang dieses Unterfangen dann ein Jahr später. In der Serie B führte Lauro Toneatto seine Mannschaft auf den dritten Platz mit einem Punkt vor dem AC Reggiana, was den knappen Aufstieg in die Serie A bedeutete.
Nach dem Aufstieg mit dem AS Bari verließ Lauro Toneatto überraschend den Verein, um einen neuen Kontrakt beim AC Pisa zu unterzeichnen. Pisa war jedoch soeben aus der Serie A abgestiegen, sodass Toneatto trotz sportlichem Aufstieg mit Bari in der Serie B verblieb. Und sein Engagement beim AC Pisa war auch nur von kurzer Dauer. Nachdem nur Platz sieben in der Serie B 1969/70 belegt wurde, trennten sich die Wege von Verein und Übungsleiter nach nur einem Jahr wieder. Toneatto kehrte zum AS Bari zurück, der nach dem Aufstieg sofort wieder abgestiegen war, und blieb dort die folgenden zwei Jahre Trainer. Im ersten Jahr unter dem Rückkehrer auf der Trainerbank wurde Bari erneut Vierter der Serie B, einzig der verlorene direkte Vergleich gegenüber der US Catanzaro verhinderte den direkten Wiederaufstieg. Im Jahr darauf lief es für das Bari von Lauro Toneatto jedoch weniger gut und man erreichte nur den elften Platz in der zweiten Liga. Daraufhin wurde der Vertrag des Trainers in Bari nicht verlängert, er wurde zur neuen Saison durch Carlo Regalia ersetzt.
Lauro Toneatto selbst übernahm im Sommer 1972 in Nachfolge von Ettore Puricelli das Traineramt bei der US Foggia in der Serie B. Im ersten Jahr gelang Toneatto dabei gleich der Aufstieg in die Serie A, nachdem man einen dritten Tabellenrang in der Serie B belegte. Ein Punkt Vorsprung auf Del Duca Ascoli rettete die Süditaliener am Ende zum Aufstieg. In dieser Zeit betätigte sich die Vereinsführung der US Foggia jedoch auch im illegalen Bereich des Sports, der Verein war entscheidend involviert in den so genannten Scandalo della telefonata, der unter anderem Hellas Verona zum Zwangsabstieg verdonnerte. Foggia bekam in der Serie A 1973/74 sechs Punkte abgezogen und musste so den Gang direkt zurück in die Zweitklassigkeit antreten, obwohl sportlich der Klassenerhalt knapp geglückt wäre. Trotz des direkten Wiederabstieges hielt die Vereinsführung der US Foggia an Trainer Lauro Toneatto fest. Als dieser jedoch auch schwach in die Zweitligaspielzeit 1974/75 startete, erfolgte Anfang Januar 1975 die Entlassung Toneattos. Neuer Übungsleiter bei der US Foggia wurde der spätere Nationaltrainer Cesare Maldini.
Von 1975 bis 1976 war Lauro Toneatto dann Coach des Drittligisten AC Arezzo, verpasste jedoch den Wiederaufstieg in die Serie B. Im Sommer 1976 übernahm Toneatto als Trainer beim italienischen Meister von 1970, Cagliari Calcio. Die Sarden waren nur sechs Jahre nach dem sensationellen Meistertitel wieder in die Serie B abgestiegen und arbeiteten mit Lauro Toneatto an der Seitenlinie im ersten Jahr akribisch am Wiederaufstieg. Dieser wurde mit Platz vier in der Serie B und dem schlechteren Tordifferenz gegenüber Pescara Calcio 1976/77 unglücklich verpasst. Im Jahr darauf lief es schlechter für Cagliari und Trainer Toneatto wurde im Abstiegskampf stehend zur Saisonhälfte im Januar 1978 von seinen Aufgaben entbunden. Nach sieben Spieltagen der Serie B 1978/79 entließ die SS Sambenedettese seinen Übungsleiter und installierte Lauro Toneatto für den Rest der Saison. Dieser führte Sambenedettese noch auf Rang elf und damit ins gesicherte Tabellenmittelfeld. Einen ähnlichen Werdegang nahm die Folgesaison für Toneatto. Diesmal wurde er nach sieben Spieltagen bei Sampdoria Genua als Feuerwehrmann engagiert und beendete die Saison schließlich auf Rang sieben, eine Weiterbeschäftigung kam dennoch nicht zustande. 1980/81 war Toneatto ein zweites Mal Trainer in Pisa und erreichte den siebten Platz in der Serie B. In der Folgesaison betreute er Erstligaabsteiger AC Pistoiese und wurde mit dem Verein Fünfzehnter in der Serie B. Es folgten Tätigkeit beim AS Taranto, beim AC Reggiana oder bei Ternana Calcio, die jedoch alle nur von kurzer Dauer und wenig Erfolg waren. Schließlich hatte Lauro Toneatto seine letzte Stelle als Fußballtrainer von 1988 bis 1989 beim AC Cynthia.

## Erfolge
- Aufstieg in die Serie A: 2×

1968/69 mit dem AS Bari
1972/73 mit der US Foggia
- Aufstieg in die Serie B: 1×

1966/67 mit dem AS Bari
- Serie D: 1×

1955/56 mit dem AC Siena